# Rivière Deschênes (rivière Petit Saguenay)
Vous pouvez aider à l'améliorer ou bien discuter des problèmes sur sa page de discussion.
- Il ne cite pas suffisamment ses sources. Vous pouvez indiquer les passages à sourcer avec {{référence nécessaire}} ou {{Référence souhaitée}}, et inclure les références utiles en les liant aux notes de bas de page. (Marqué depuis décembre 2019)
- Il ne s’appuie pas, ou pas assez, sur des sources secondaires ou tertiaires. (Marqué depuis décembre 2019)
- Il contient une ou plusieurs listes. Le texte gagnerait à être rédigé sous la forme d’un ou plusieurs paragraphes synthétiques, afin d’être plus agréable à lire. (Marqué depuis décembre 2019)

- Archive Wikiwix
- Bing
- Cairn
- DuckDuckGo
- E. Universalis
- Gallica
- Google
- G. Books
- G. News
- G. Scholar
- Persée
- Qwant
- (zh) Baidu
- (ru) Yandex
- (wd) trouver des œuvres sur Wikidata

La rivière Deschênes est un affluent de la rive sud de la rivière Petit Saguenay coulant dans le territoire non organisé de Sagard, dans la municipalité régionale de comté (MRC) du Charlevoix-Est, au Québec, au Canada.
La vallée de la rivière Deschênes est surtout desservie par la route 170 sur tout son parcours,.
La foresterie constitue la première activité économique du secteur; les activités récréotouristiques, en second.[réf. nécessaire]
La surface de la rivière Deschênes est habituellement gelée du début de décembre à la fin mars, toutefois la circulation sécuritaire sur la glace se fait généralement de la mi-décembre à la mi-mars.[réf. nécessaire]

## Géographie
Les principaux bassins versants voisins de la rivière Deschênes sont :
- Côté Nord : rivière Petit Saguenay, rivière Saguenay ;
- Côté Est : rivière de la Baie des Rochers, rivière Noire ;
- Côté Sud : rivière Noire ;
- Côté Ouest : rivière Petit Saguenay[4].

La rivière Deschênes prend sa source à l’embouchure d'un lac Deschênes (longueur : 3,5 km ; altitude : 224 m). Ce lac comporte un appendice s'étirant sur 0,5 km vers l'est. Cette appendice reçoit les eaux des lacs Clapin, Dédé et Gauthier. La villégiature est surtout développée sur la rive sud-ouest, soit le long de la route 170. Son embouchure est située au fond d'une baie de la rive Nord. L'embouchure du lac Deschênes est située à :
- 5,3 km au sud-est de son embouchure (confluence avec la rivière Petit Saguenay) ;
- 28,5 km au sud-est de la rivière Saguenay (confluence de la rivière Petit Saguenay) ;
- 26,5 km au sud-est du centre du village de Petit-Saguenay ;
- 30,7 km au sud-est du centre du village de L'Anse-Saint-Jean[4].

À partir de sa source (lac Deschênes), le cours de la rivière Deschênes descend sur 8,2 km selon les segments suivants :
- 0,5 km vers le nord-ouest, jusqu'au ruisseau Laurent (venant de l'ouest) ;
- 7,7 km vers le nord en serpentant dans une vallée évasée et encaissée dans les montagnes, jusqu'à un coude de rivière de la rivière Petit Saguenay[4].

L'embouchure de la rivière Deschênes se déverse dans un coude de rivière sur la rive sud de la rivière Petit Saguenay. Cette confluence est située à :
- 1,0 km au sud du centre du village de Sagard ;
- 25,8 km au sud-est du centre du village de L'Anse-Saint-Jean ;
- 21,2 km au sud-est du centre du village de Petit-Saguenay ;
- 23,2 km au sud-est de la confluence de la rivière Petit Saguenay avec la rivière Saguenay ;
- 29,3 km au sud-uest de l'embouchure de la rivière Saguenay[4].

## Toponymie
Le terme "Deschênes" s'avère un patronyme d'origine française. Ce toponyme est répandu en Amérique française.[réf. souhaitée]
Le toponyme "rivière Deschênes" a été officialisé le 5 décembre 1968 à la Banque des noms de lieux de la Commission de toponymie du Québec.